# Solina
Solina è un comune rurale polacco del distretto di Lesko, nel voivodato della Precarpazia.
Copre una superficie di 184,25 km² e nel 2007 contava 5 105 abitanti.
Nel comune è situato il Lago di Solina (Jezioro Solińskie), un lago creato nel 1968 dalla costruzione di una diga. Vi si pratica vela, windsurf e pesca. Il vecchio paese si trova sul fondo del lago. Fino al 1960 era presente un ponte ferroviario in ferro ad arco e una linea ferroviaria militare costruita nel 1912 dall'Austria. La location è menzionata con il nome di Kassandruv nel film Cassandra Crossing